# سهيل نجار
سهيل نجار هو طبيب أعصاب سوري أمريكي، تحولت قصته مع سوزانا كاهالان إلى فيلم درامي أمريكي. يُعتبر أول طبيب في تاريخ جامعة نيويورك يقوم بتحديد آلية التفاعل بين نظام المناعة والجهاز العصبي المركزي، وهو أحد الخبراء الأوائل في مجال معالجة التهاب الدماغ.
يعمل سهيل نجار نائب أول للرئيس والمدير التنفيذي لقسم الأعصاب في شبكة نورثويل هيلث في الولايات المتحدة الأمريكية، كما يشغل منصب رئيس قسم علم الأعصاب في مستشفى لينوكس هيل ومستشفى جامعة ستاتن إسلاند، وهو أيضًا رئيس وأستاذ علم الأعصاب في كلية هوفسترا نورث شور لي للطب.

## حياته وعمله
وُلد سهيل نجار في دمشق، ودرسَ في مدارسها، ثم التحق بكلية بكلية الطب في جامعة دمشق، حيثُ حصل منها على الدكتوراه في اختصاص الأمراض العصبية عام 1983. بعد التخرج عاش في دمشق لفترةٍ قصيرة ثم انتقل إلى الولايات المتحدة الأمريكية، حيثُ قرر أن يكمل أبحاثه ودراسته في كلية طب ألباني في نيويورك. عينَ زميلًا في مستشفى جامعة نيويورك للأمرض المشتركة في قسم الصرع وعلم الأمراض العصبية السريرية، وفيما بعد عُين زميلًا في قسم علم الأعصاب في كلية طب جامعة نيويورك.
اشتهر سهيل نجار بشكلٍ كبير بسبب نجاحه في علاج حالة من أصعب الحالات التي واجهت أطباء الولايات المتحدة، حيث تمكنَ من تشخيص حالة مرضية لصحفية تعمل في نيويورك تايمز تُدعى سوزانا كاهالان عام 2009، وذلك بعدما عجز الأطباء عن معرفة أسباب تدهور حالتها الصحية بشكلٍ فجائي. تحدثت سوزانا في مقال نشرته الصحيفة الأمريكية نيويورك تايمز عن تجربتها في مواجهة المرض النادر والذي كاد أن يقضي على حياتها، وأشارت أنَّ تدخل الطبيب سهيل نجار أنقذَ حياتها، كما ذكرت أنهُ تم فحصها على يد مجموعةٍ كبيرة من الأطباء الذين لم يتمكنوا من تشخيص حالتها العصبية التي أخذت بالتدهور، حيثُ دخلت في حالةٍ من الهلوسة، واعتقد الأطباء أنهاب بحاجة إلى دخول مستشفى الأمراض العقلية، ووضحت أنَّ رئيس الأطباء في المستشفى طلب تدخل الطبيب سهيل نجار. بعد أنَّ فحصها الطبيب سهيل وأجرى عليها عدة فحوصات، شخص إصابتها بمرض نادر يُدعى التهاب دماغ مضاد مستقبل نمدا، وبعد وصفه للعلاج عادت إلى صحتها بعد فترةٍ قليلة، وألفت كتابًا تحت عنوان برين أون فاير (Brain on fire)، حيثُ وصفت فيه رحلتها مع المرض، وكيف كان يُمكن أن تقضي بقية حياتها في مستشفى عَقلي وأن ينتهي مستقبلها لولا الطبيب سهيل نجار. في عام 2016، تحولت قصتها إلى فيلم سينمائي أمريكي تحت عنوان برين أون فاير، ولعب الممثل نافيد نجيبان دور الطبيب سهيل في هذا الفيلم.
حصل في عام 2020 على وسام جزيرة إليس الفخري [الإنجليزية].